# Au clair de la lune de Bonis
Au clair de la lune, op. 175, est une œuvre de la compositrice Mel Bonis.

## Composition
Mel Bonis a composé Au clair de la lune pour chœur mixte et soprano soliste. L'œuvre n'est pas datée et le brouillon présente une réduction du chœur et une copie calligraphiée en vue de tirages. Elle reste encore inédite.

## Sources
- Étienne Jardin, Mel Bonis (1858-1937) : parcours d'une compositrice de la Belle Époque, 2020 (ISBN 978-2-330-13313-9 et 2-330-13313-8, OCLC 1153996478, lire en ligne)